# Anticrates phaedima
Anticrates phaedima là một loài bướm đêm thuộc họ Lacturidae. Nó được tìm thấy ở Úc, bao gồm Queensland.
Sải cánh dài khoảng 18 mm. Con trưởng thành có cánh trước màu vàng trắng. Cánh sau màu đỏ nhưng về phía cuống cánh thì nhạt hơn.